# Ливенский район
Ли́венский райо́н — административно-территориальная единица (район) и муниципальное образование (муниципальный район) в составе Орловской области Российской Федерации.
Административный центр — город Ливны (не входит в состав района).

## География
Ливенский район, являясь самым большим в Орловской области, расположен в юго-восточной её части. Площадь 1806,3 км². Самая высокая точка располагается у деревни Губаревка (257 м), а наинизшая у деревни Окунёвы Горы (118 м):443.
Вся территория района лежит в бассейне реки Сосны, относящейся к бассейну Дона. Кроме неё протекают также: Кшень, Олым, Труды, Тим и Ливенка.

Район на востоке и юго-востоке граничит с Измалковским, Долгоруковским, Воловским районами Липецкой области. На севере, северо-западе, западе и юге граничит с Краснозоренским, Верховским, Покровским, Колпнянским и Должанским районами Орловской области.

## История
История Ливенского района впервые была описана в трудах орловских краеведов Г. М. Пясецкого и С. П. Волкова. Начало её идёт от Ливенского уезда, известного по крайней мере с XVII века. Административно его земли в то время делились на 4 стана. А именно:6-104:
- Красный стан — ближайший к городу, названный по Красному лесу, в северо-восточной части уезда. Был расположен на левом берегу реки

Сосны и её притоков — Лесной и Полевой Ливенок, речки Чернавы с притоками.
- Затруцкий стан — расположенный за рекой Труды, левым притоком Сосны, в области речек — Фошни, Вязовика, Жерихани.
- Мокрецкий стан — названный по расположенному там одноимённому лесу на правом берегу реки Сосны в области её притоков Тима и Кшени.
- Серболов стан — названный по бывшему там лесу вдоль левого берега реки Серболовка.

Таким образом, общая территория была значительно больше нынешней. В современных границах она включала кроме Ливенского района также и Должанский, Малоархангельский, Покровский, Краснозоренский и Новодеревеньковский районы полностью, часть Верховского района, а также Долгоруковский, Тербунский, Измалковский и Воловский районы Липецкой области и, наконец, заметную часть Советского района Курской области.
В 1708 году произошла первая губернская реформа, по которой Ливенский уезд попал в состав Киевской губернии. По реформе 1719 года уезд приписывают к Азовской губернии. 28 февраля 1778 года императрица Екатерина II издала Указ об образовании Орловской губернии. В её состав, одним из 13 уездов попадает и Ливенский.
С XIX века уезды разделили на волости. В Ливенском их оказалось 25: Большовская, Борковская, Вахновская, Верхне-Ольшанская, Воловская, Вышне-Должанская, Гатищенская, Жерновская, Знаменская, Зубцовская, Кудиновская, Лебедская, Медвежинская, Навесненская, Никольская, Островская, Покровская, Пол-Успенская, Речицкая, Россошенская, Становская, Успенская, Хмелевская, Царевская, Чернавская.
Волости просуществовали, как и сами уезды, до 1928 года. Тогда то на смену Ливенскому уезду и возник Ливенский район. Район был образован 30 июля 1928 года в составе Орловского округа Центрально-Чернозёмной области.
13 июня 1934 года после ликвидации Центрально-Чернозёмной области район вошёл в состав вновь образованной Курской области. 27 сентября 1937 года район вошёл в состав вновь образованной Орловской области.
28 апреля 1962 года город Ливны отнесен к категории городов областного подчинения. В феврале 1963 года район был преобразован в Ливенский сельский район, в него вошли также территории упраздненных Никольского и Должанского районов.
12 января 1965 года Ливенский сельский район вновь преобразован в район, восстановлен Должанский район.

## Население
| 1959    | 1970    | 1979    | 1989    | 2002    | 2009    | 2010    | 2012    | 2013    |
| ------- | ------- | ------- | ------- | ------- | ------- | ------- | ------- | ------- |
| 53 641  | ↘45 958 | ↘35 511 | ↘34 503 | ↘34 200 | ↘33 182 | ↘32 791 | ↘32 170 | ↘31 712 |
| 2014    | 2015    | 2016    | 2017    | 2018    | 2019    | 2020    | 2021    | 2023    |
| ↘31 295 | ↘30 830 | ↘30 450 | ↘30 155 | ↘29 894 | ↘29 530 | ↘29 330 | ↘26 403 | ↘26 000 |

### Национальный состав
По итогам переписи населения 2020 года проживали следующие национальности (национальности менее 0,1 % и другое, см. в сноске к строке «Другие»):
| Национальность | Численность, чел. | Доля     |
| -------------- | ----------------- | -------- |
| Русские        | 25 075            | 94,97 %  |
| Цыгане         | 141               | 0,53 %   |
| Украинцы       | 100               | 0,38 %   |
| Армяне         | 66                | 0,25 %   |
| Татары         | 56                | 0,21 %   |
| Узбеки         | 51                | 0,19 %   |
| Немцы          | 38                | 0,14 %   |
| Азербайджанцы  | 36                | 0,14 %   |
| Другие         | 840               | 3,19 %   |
| Итого          | 26 403            | 100,00 % |

## Административно-муниципальное устройство
Ливенский район в рамках административно-территориального устройства включает 16 сельсоветов.
В рамках организации местного самоуправления на территории района созданы 16 муниципальных образований со статусом сельских поселений:
| №  | Муниципальное образование          | Административный центр      | Количество населённых пунктов | Население (чел.) | Площадь (км²) |
| -- | ---------------------------------- | --------------------------- | ----------------------------- | ---------------- | ------------- |
| 1  | Беломестненское сельское поселение | слобода Беломестное         | 5                             | ↗3372            | 75,70         |
| 2  | Вахновское сельское поселение      | деревня Вахново             | 12                            | ↘1519            | 154,20        |
| 3  | Галическое сельское поселение      | село Успенское              | 5                             | ↘2130            | 117,00        |
| 4  | Дутовское сельское поселение       | деревня Семенихино          | 11                            | ↘1020            | 99,60         |
| 5  | Здоровецкое сельское поселение     | деревня Здоровецкие Выселки | 15                            | ↘2213            | 94,20         |
| 6  | Казанское сельское поселение       | село Казанское              | 8                             | ↘870             | 141,50        |
| 7  | Козьминское сельское поселение     | село Козьминка              | 10                            | ↘1939            | 139,30        |
| 8  | Коротышское сельское поселение     | село Коротыш                | 1                             | ↘1332            | 83,30         |
| 9  | Крутовское сельское поселение      | село Крутое                 | 7                             | ↘5006            | 60,00         |
| 10 | Лютовское сельское поселение       | деревня Гремячий Колодезь   | 10                            | ↘815             | 101,80        |
| 11 | Навесненское сельское поселение    | село Навесное               | 7                             | ↘908             | 166,80        |
| 12 | Никольское сельское поселение      | село Никольское             | 9                             | ↘681             | 119,30        |
| 13 | Островское сельское поселение      | село Остров                 | 9                             | ↘416             | 104,80        |
| 14 | Речицкое сельское поселение        | село Речица                 | 12                            | ↗1671            | 115,20        |
| 15 | Сергиевское сельское поселение     | село Сергиевское            | 15                            | ↘1604            | 128,00        |
| 16 | Сосновское сельское поселение      | село Сосновка               | 9                             | ↘504             | 105,60        |

## Населённые пункты
В Ливенском районе 145 населённых пунктов.
| №   | Населённый пункт             | Тип     | Население | Муниципальное образование          |
| --- | ---------------------------- | ------- | --------- | ---------------------------------- |
| 1   | Алдобаевка                   | деревня | ↘46       | Галическое сельское поселение      |
| 2   | Апушкино                     | деревня | 14        | Сергиевское сельское поселение     |
| 3   | Бараново                     | село    | ↗520      | Вахновское сельское поселение      |
| 4   | Барково                      | деревня | ↗542      | Беломестненское сельское поселение |
| 5   | Безодное                     | деревня | ↗246      | Речицкое сельское поселение        |
| 6   | Беломестное                  | слобода | ↗1947     | Беломестненское сельское поселение |
| 7   | Березки                      | посёлок | 19        | Казанское сельское поселение       |
| 8   | Берёзово-Воротынский         | посёлок | 1         | Козьминское сельское поселение     |
| 9   | Бородинка                    | деревня | 1         | Сосновское сельское поселение      |
| 10  | Брыково                      | деревня | 62        | Сосновское сельское поселение      |
| 11  | Будиловка                    | деревня | 25        | Островское сельское поселение      |
| 12  | Букреевка                    | посёлок | 16        | Казанское сельское поселение       |
| 13  | Важжова                      | деревня | ↘179      | Сосновское сельское поселение      |
| 14  | Вахново                      | деревня | ↘244      | Вахновское сельское поселение      |
| 15  | Введенское                   | село    | ↘354      | Вахновское сельское поселение      |
| 16  | Викторовка                   | деревня | ↘315      | Галическое сельское поселение      |
| 17  | Воротынск                    | село    | ↗464      | Лютовское сельское поселение       |
| 18  | Вязовая Дубрава              | село    | ↘297      | Навесненское сельское поселение    |
| 19  | Вязовик                      | село    | ↘125      | Сосновское сельское поселение      |
| 20  | Головище                     | деревня | 12        | Дутовское сельское поселение       |
| 21  | Горностаевка                 | деревня | ↗313      | Беломестненское сельское поселение |
| 22  | Горностаевка                 | деревня | 9         | Здоровецкое сельское поселение     |
| 23  | Горюшкино                    | деревня | 15        | Никольское сельское поселение      |
| 24  | Горюшкино                    | деревня | 18        | Сергиевское сельское поселение     |
| 25  | Гранкино                     | деревня | 32        | Здоровецкое сельское поселение     |
| 26  | Грачёв Верх                  | деревня | 46        | Сергиевское сельское поселение     |
| 27  | Гремячий Колодезь            | деревня | ↘188      | Лютовское сельское поселение       |
| 28  | Гремячка                     | деревня | 36        | Никольское сельское поселение      |
| 29  | Грязцы                       | село    | ↘253      | Козьминское сельское поселение     |
| 30  | Губаново                     | деревня | 70        | Дутовское сельское поселение       |
| 31  | Дмитриевский                 | посёлок | 1         | Навесненское сельское поселение    |
| 32  | Дубки                        | посёлок | →349      | Крутовское сельское поселение      |
| 33  | Дубровка                     | деревня | ↘99       | Вахновское сельское поселение      |
| 34  | Дубровка                     | деревня |           | Сергиевское сельское поселение     |
| 35  | Дутое                        | село    | 57        | Дутовское сельское поселение       |
| 36  | Екатериновка                 | село    | ↘318      | Никольское сельское поселение      |
| 37  | Жерино                       | село    | ↘331      | Сергиевское сельское поселение     |
| 38  | Жерновка                     | деревня | 6         | Никольское сельское поселение      |
| 39  | Жилёво                       | деревня | 59        | Козьминское сельское поселение     |
| 40  | Зареченский                  | посёлок | 9         | Никольское сельское поселение      |
| 41  | Здоровец                     | село    | ↗327      | Здоровецкое сельское поселение     |
| 42  | Здоровецкие Выселки          | деревня | ↘576      | Здоровецкое сельское поселение     |
| 43  | Зубцово                      | деревня | ↘129      | Здоровецкое сельское поселение     |
| 44  | Ивановка                     | деревня | 68        | Никольское сельское поселение      |
| 45  | Казанское                    | село    | ↗495      | Казанское сельское поселение       |
| 46  | Калинец                      | деревня | 13        | Казанское сельское поселение       |
| 47  | Калинино                     | село    | ↘87       | Галическое сельское поселение      |
| 48  | Калиновка                    | деревня | 1         | Речицкое сельское поселение        |
| 49  | Каменево                     | деревня | ↘98       | Козьминское сельское поселение     |
| 50  | Клюшники                     | деревня | 39        | Сосновское сельское поселение      |
| 51  | Козьминка                    | село    | ↘615      | Козьминское сельское поселение     |
| 52  | Комсомольский                | посёлок | 57        | Козьминское сельское поселение     |
| 53  | Коротыш                      | село    | ↘1365     | Коротышское сельское поселение     |
| 54  | Космаковка                   | деревня | 1         | Речицкое сельское поселение        |
| 55  | Костомаровка                 | деревня | 34        | Сергиевское сельское поселение     |
| 56  | Костомарово                  | деревня | 58        | Дутовское сельское поселение       |
| 57  | Костромитино                 | деревня | 14        | Здоровецкое сельское поселение     |
| 58  | Косьяново                    | деревня | 42        | Лютовское сельское поселение       |
| 59  | Красная Поляна               | деревня | ↗98       | Никольское сельское поселение      |
| 60  | Красный                      | посёлок | 6         | Никольское сельское поселение      |
| 61  | Красово                      | деревня | 76        | Здоровецкое сельское поселение     |
| 62  | Круглое                      | село    | ↘359      | Навесненское сельское поселение    |
| 63  | Крутое                       | село    | ↘1343     | Крутовское сельское поселение      |
| 64  | Кунач                        | село    | ↘527      | Галическое сельское поселение      |
| 65  | Леньшино                     | деревня | 6         | Сосновское сельское поселение      |
| 66  | Липовец                      | деревня | ↘524      | Козьминское сельское поселение     |
| 67  | Лопашино                     | деревня | 47        | Дутовское сельское поселение       |
| 68  | Луги Апушкины                | деревня | 56        | Сергиевское сельское поселение     |
| 69  | Лютое                        | село    | ↗162      | Лютовское сельское поселение       |
| 70  | Малахово                     | деревня | 87        | Островское сельское поселение      |
| 71  | Малаховские Выселки          | деревня | 9         | Островское сельское поселение      |
| 72  | Мальцево                     | деревня | ↘104      | Дутовское сельское поселение       |
| 73  | Мезенцево                    | село    | 27        | Лютовское сельское поселение       |
| 74  | Миляево                      | деревня | 31        | Сосновское сельское поселение      |
| 75  | Михайловский                 | посёлок | 45        | Сергиевское сельское поселение     |
| 76  | Моногарово                   | деревня | ↘378      | Крутовское сельское поселение      |
| 77  | Мочилы                       | деревня | ↗164      | Здоровецкое сельское поселение     |
| 78  | Муравлёвка                   | деревня | 1         | Навесненское сельское поселение    |
| 79  | Муратово                     | деревня | 23        | Здоровецкое сельское поселение     |
| 80  | Набережный                   | посёлок | ↗1159     | Крутовское сельское поселение      |
| 81  | Навесное                     | село    | ↘515      | Навесненское сельское поселение    |
| 82  | Нагорный                     | посёлок | ↘506      | Здоровецкое сельское поселение     |
| 83  | Никитинка                    | деревня | 11        | Навесненское сельское поселение    |
| 84  | Никольское                   | село    | ↘480      | Никольское сельское поселение      |
| 85  | Новинка                      | деревня | 5         | Островское сельское поселение      |
| 86  | Новый Путь                   | посёлок | 17        | Речицкое сельское поселение        |
| 87  | Норовка                      | село    | ↘238      | Казанское сельское поселение       |
| 88  | Овечий Верх                  | деревня | 1         | Вахновское сельское поселение      |
| 89  | Овсянниково                  | деревня | 49        | Дутовское сельское поселение       |
| 90  | Окунёвы Горы                 | деревня | ↘68       | Сергиевское сельское поселение     |
| 91  | Ольхов Луг                   | посёлок | 0         | Казанское сельское поселение       |
| 92  | Опытное Поле                 | посёлок | 0         | Вахновское сельское поселение      |
| 93  | Орлово                       | деревня | ↘327      | Дутовское сельское поселение       |
| 94  | Остров                       | село    | ↗374      | Островское сельское поселение      |
| 95  | Островок                     | деревня | 54        | Здоровецкое сельское поселение     |
| 96  | Отрадный                     | посёлок | 0         | Здоровецкое сельское поселение     |
| 97  | Парахино                     | село    | ↘86       | Дутовское сельское поселение       |
| 98  | Парный Колодезь              | деревня | 8         | Навесненское сельское поселение    |
| 99  | Петровка                     | деревня | ↘176      | Сергиевское сельское поселение     |
| 100 | Пешково                      | деревня | ↘89       | Лютовское сельское поселение       |
| 101 | Пешково-Гремяченские Выселки | деревня | 65        | Островское сельское поселение      |
| 102 | Покровка Вторая              | деревня | ↘412      | Речицкое сельское поселение        |
| 103 | Покровка Первая              | село    | ↘214      | Речицкое сельское поселение        |
| 104 | Положенцево                  | деревня | 7         | Сергиевское сельское поселение     |
| 105 | Постояльская                 | деревня | 34        | Речицкое сельское поселение        |
| 106 | Прилепы                      | деревня | ↗128      | Островское сельское поселение      |
| 107 | Ревякино                     | село    | ↘103      | Вахновское сельское поселение      |
| 108 | Редькино                     | деревня | ↘126      | Вахновское сельское поселение      |
| 109 | Речица                       | село    | ↘729      | Речицкое сельское поселение        |
| 110 | Ровнечик                     | посёлок | 26        | Крутовское сельское поселение      |
| 111 | Рог                          | деревня | ↘102      | Дутовское сельское поселение       |
| 112 | Росстани                     | деревня | ↗958      | Вахновское сельское поселение      |
| 113 | Сахзаводской                 | посёлок | ↗2627     | Крутовское сельское поселение      |
| 114 | Свободная Дубрава            | село    | ↗548      | Казанское сельское поселение       |
| 115 | Сдобная Дубрава              | деревня | 9         | Лютовское сельское поселение       |
| 116 | Семенихино                   | деревня | ↗356      | Дутовское сельское поселение       |
| 117 | Сергиевское                  | село    | ↗1008     | Сергиевское сельское поселение     |
| 118 | Сидоровка                    | деревня | ↘121      | Речицкое сельское поселение        |
| 119 | Смагино                      | деревня | 44        | Здоровецкое сельское поселение     |
| 120 | Совхозный                    | посёлок | ↘829      | Козьминское сельское поселение     |
| 121 | Соловьёвка                   | деревня | 14        | Островское сельское поселение      |
| 122 | Сосновка                     | село    | →358      | Сосновское сельское поселение      |
| 123 | Старый Тим                   | деревня | 12        | Вахновское сельское поселение      |
| 124 | Сторожевая                   | деревня | 11        | Лютовское сельское поселение       |
| 125 | Сторожевая                   | деревня | 19        | Островское сельское поселение      |
| 126 | Суслово                      | деревня | 47        | Сергиевское сельское поселение     |
| 127 | Теличье                      | село    | ↘300      | Речицкое сельское поселение        |
| 128 | Тихий Уголок                 | посёлок | 0         | Козьминское сельское поселение     |
| 129 | Троицкое                     | село    | ↘597      | Беломестненское сельское поселение |
| 130 | Труды                        | деревня | 5         | Здоровецкое сельское поселение     |
| 131 | Угольное                     | деревня | 32        | Речицкое сельское поселение        |
| 132 | Урицкий                      | посёлок | 32        | Сергиевское сельское поселение     |
| 133 | Успенское                    | село    | ↘1618     | Галическое сельское поселение      |
| 134 | Хвощёвка                     | деревня | ↘97       | Лютовское сельское поселение       |
| 135 | Хмелевая                     | деревня | 59        | Козьминское сельское поселение     |
| 136 | Чувакино                     | деревня | ↘73       | Лютовское сельское поселение       |
| 137 | Шебаново                     | деревня | 50        | Вахновское сельское поселение      |
| 138 | Шилово                       | деревня | 25        | Крутовское сельское поселение      |
| 139 | Шиловский                    | посёлок | 0         | Речицкое сельское поселение        |
| 140 | Шлях                         | деревня | 8         | Вахновское сельское поселение      |
| 141 | Щетинка                      | деревня | 1         | Сосновское сельское поселение      |
| 142 | Ямские Постоялые Дворы       | посёлок | 29        | Казанское сельское поселение       |
| 143 | Ямской                       | посёлок | ↗175      | Беломестненское сельское поселение |
| 144 | Ямской                       | посёлок | ↘87       | Сергиевское сельское поселение     |
| 145 | Ямской Выгон                 | посёлок | ↗523      | Здоровецкое сельское поселение     |

Упразднённые населённые пункты:
- 1997 год — поселки Лески  Вахновской сельской администрации и Ивановка Никольской сельской администрации; деревня Александровка Речицкой сельской администрации[35]

## Транспорт
Через Ливенский район проходит трасса Орел — Тамбов Р119. От Ливен идут дороги областного значения: на север в Красную Зарю, на юг в Долгое, на северо-запад в Русский Брод и Верховье.

Кроме того, имеется железнодорожная станция ветки Мармыжи — Верховье. А также Автовокзал, связывающий населённые пункты района с его центром, а сам район с рядом крупных городов, в том числе Москвой, Тулой, Орлом. 

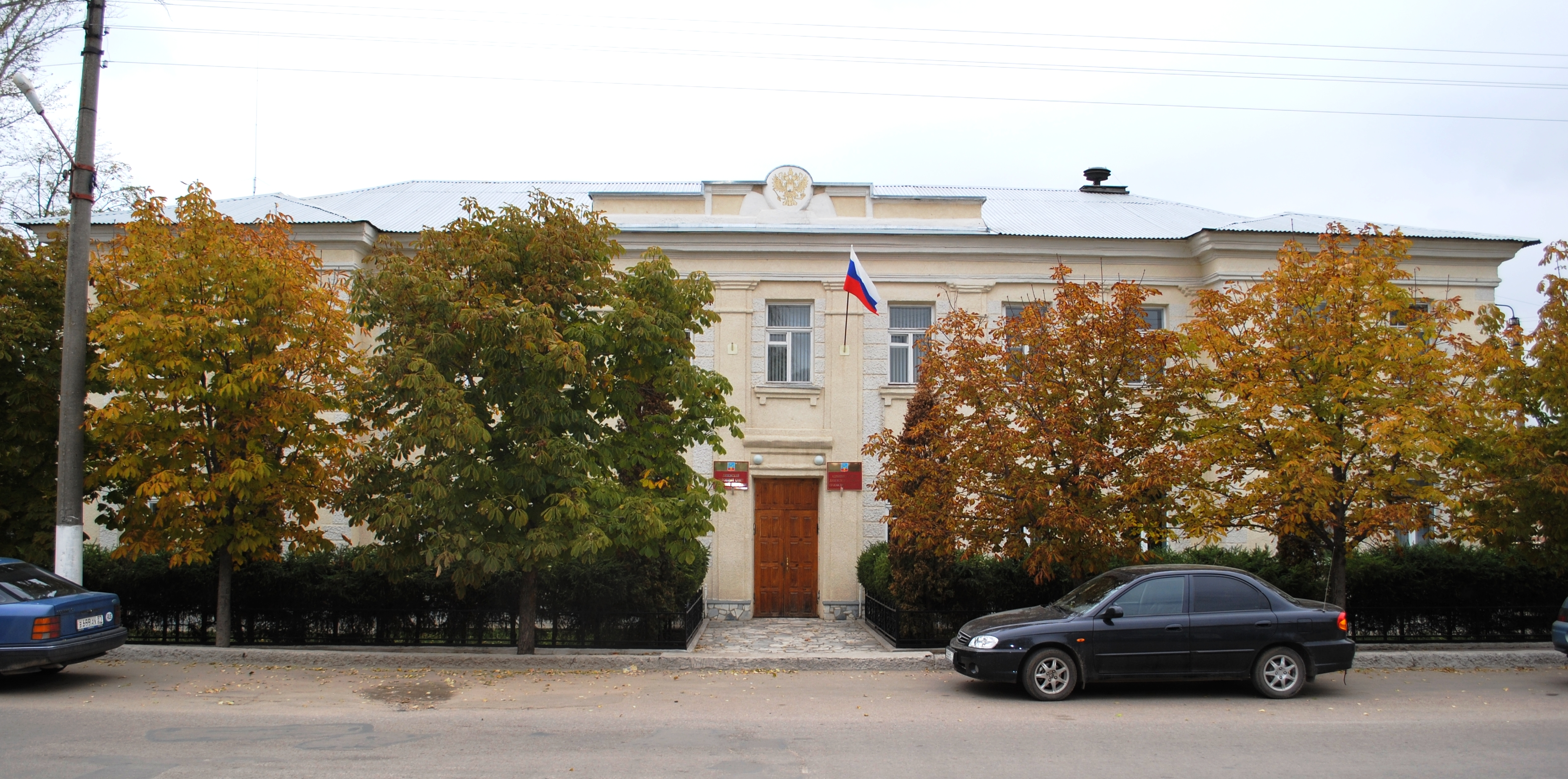
Администрация Ливенского района

## Достопримечательности
Ливенский район обладает давней историей. Поэтому на его территории находится ряд примечательных мест. К ним могут быть отнесены:
- Адамовская мельница — памятник промышленной архитектуры конца XIX века.
- Вахновский лес — памятник природы на слиянии реки Сосны и Тим.
- Крестьянский двор — историко-этнографический музей в селе Успенское.
- Ливенский краеведческий музей — хранилище истории края и место организации просветительской работы.
- Мемориал в урочище Липовчик — мемориал на месте массовых расстрелов и захоронений в 1937—1938 годах.
- Месторождение туфа — залежи известкового туфа по берегам Сосны у села Сосновка.
- Музей Н. Н. Поликарпова — музей и мемориал авиаконструктора в его родном селе Калинино (Георгиевское).
- Музей Михаила Раската — творческая дача-музей художника в селе Успенское.
- Орешник Лютовский — урочище расположенное недалеко от села Лютое.
- Серебряный мост села Калинино — один из старейших недостроенных мостов России.
- Храм во имя Св. Сергия Радонежского — двухпрестольный храм, пример типовой церковной архитектуры Константина Тона, построенный в 1855 году в селе Сергиевское.